# Wuhan Street Circuit
Il Wuhan Street Circuit è un circuito cittadino nella città cinese di Wuhan, nella provincia di Hubei, in Cina.
Il circuito, inaugurato nel 2017, ha ospitato a ottobre 2018 un appuntamento del campionato mondiale WTCR.